# Marxistisch-Leninistische Partij van Nicaragua
De Marxistisch-Leninistische Partij van Nicaragua (Spaans: Partido Marxista-Leninista de Nicaragua, PMLN) is een communistische politieke partij in Nicaragua. De leider van de partij is Isidro Téllez.
In parlementsverkiezingen van 1984 kreeg de partij 2 zetels. In de presidentsverkiezingen van 1990 kreeg de kandidaat van de partij, Isidro Téllez, 8135 stemmen (0,6%).
De partij publiceert het Prensa Proletaria.